# Domingo Valls
Domènec Valls o Domingo Valls (Tortosa, segle XIV-c.1409). Pintor tortosí, actiu al servei de la Corona i del Consell, se'n coneixen diversos treballs documentats entre els anys 1366 i 1402, a la ciutat de l'Ebre i a la vila d'Albocàsser, on pintà un retaule dels sants joans. La historiografia de la primera meitat del segle xx l'identificà amb Pere Lembrí i/o el Mestre d'Albocàsser, autor d'un gran catàleg d'obra conservada, però des de la dècada de 1980 tota la historiografia està d'acord que aquesta identificació és errònia. Probablement va viure fins al 1409, any en què consta que el municipi donà almoina a un home amb aquest nom.